# BREAK MY SILENCE
『BREAK MY SILENCE』（ブレーク・マイ・サイレンス）は、日本の歌手、高橋優のメジャー3枚目のフルアルバム。2013年7月10日、ワーナーミュージックジャパンからリリースされた。

## 概要
前作『僕らの平成ロックンロール②』から約7ヶ月ぶり、フルアルバムとしては『この声』より約1年4ヶ月ぶりとなる。
高橋優のメジャーデビュー後、3枚目のリリースとなるアルバム。2012年および2013年にリリースされたシングルからの3曲（「陽はまた昇る」、「(Where's)THE SILENT MAJORITY?」、「同じ空の下」）のほか、あわせて11曲を収録する。

### リリース
初回限定盤と、通常版の2種類がリリースされた。このうち、初回限定盤は特典CDである「ボツ曲大全集①」との2枚組となっている。また、初回限定盤と通常版の両方とも、初回プレスには、高橋が日本武道館で行うライブ（YOU CAN BREAK THE SILENCE IN BUDOKAN）の先行抽選の予約が特典となっている。

### アルバムのテーマ
高橋は、本アルバムがメジャー3枚目にリリースされた『僕らの平成ロックンロール②』およびその後にリリースされたシングル、「(Where's)THE SILENT MAJORITY?」（本アルバムにも収録）を踏まえて制作されたものであるとし、本アルバムについて「まず自分の全部をちゃんと見せる、心を開ききる。それがアルバムの自分のテーマにもなっています。」と述べている。加えて高橋は、本アルバムを制作するにあたって「余白」を重視したことも述べている。

### ツアー「BREAK OUR SILENCE」
本アルバムリリース後、2013年7月27日からホールツアー、「BREAK OUR SILENCE」が行われている。あわせて11のライブを開催。

## 収録曲
- 全曲、作詞・作曲：高橋優

1. ジェネレーションY [4:04]
  - 高橋は、自らの世代が「ロストジェネレーション」と呼ばれるということを踏まえた上で、本曲が、そのような自らの世代に対する否定および肯定の双方を含む思いを歌ったものであると述べている[3]。
2. (Where's)THE SILENT MAJORITY? [3:25]
  - 8thシングル。テレビ東京系ドラマ『みんな!エスパーだよ!』オープニングテーマ[1]。
3. 陽はまた昇る [4:04]
  - 7thシングル。映画『桐島、部活やめるってよ』主題歌[1]。
4. 人見知りベイベー [3:21]
5. 空気 [5:32]
6. CANDY [5:18]
  - 高橋が小学生だった頃に経験したいじめの体験をもとに書かれた曲[2][4]で、高橋は、本作のテーマを踏まえた上で、そのような体験を歌っていると述べている[2]。
7. スペアキー [4:01]
8. 蝉 [4:20]
  - 「生と死」および「コンプレックス」の2つをテーマとしている[4]。
9. 泣ぐ子はいねが [5:18]
  - 高橋の出身地である秋田県に関して歌った曲で[3]、歌詞には秋田弁が用いられている[2]。
10. 同じ空の下 [4:28]
  - 9thシングル。NHK総合『仕事ハッケン伝』テーマソング[1]。
11. 涙の温度 [4:43]
  - 高橋は、本曲について「余白」の重視というアルバム制作におけるテーマが示されている曲の1つであるとしている[5]ほか、本アルバムで示そうとした、自己と他者との「繋がり」が端的に示されている曲だと述べている[3]。

### 初回限定盤特典CD
「ボツ曲大全集①」
1. 傍観悲観者
2. 足フェチ
3. ブランク
4. テレビを見ながら